# ترويج عابر
الترويج العابر عبارة عن ممارسة التسويق، أو عرض المنتجات من فئات مختلفة (أو أقسام المتاجر) معًا، لتوليد إيراد إضافي، يعرف أحيانًا بـمبيعات الإضافة، أو الشراء التزايدي. وغالبًا ما يتم ذلك بالتزامن مع الإسترايجيات المتمركزة على العملاء، بهدف تحسين تجربة العميل الإجمالية.
يعتمد تحديد المنتج في أغلب بيئات التجزئة على نماذج استخدام المستهلك. وتقوم متاجر التجزئة أحيانًا بتصنيف ديموغرافيا معينة للعملاء، مثل أمهات لاعبي الهوكي من الأطفال، والطلاب، والفنيين، إلخ، لاستهداف عروض المنتج بشكل أكثر دقة. تشمل أمثلة ذلك ما يلي:
- نوافذ العرض، والتي قد تحتوي على عرض كامل للملابس على تمثال عرض، أو مجموعة كاملة من الأثاث في واجهات العرض.

- الترويج، الذي يتضمن وضع أو تخزين البضائع بالفعل على الأرفف، أو الأوتاد، أو التجهيزات الثابتة الأخرى؛ مثل عرض البطاريات بجوار البضائع الكهربائية، أو عرض قفازات البستنة بجوار منتجات العناية بالبساتين، أو عرض تقويمات الفنار بجوار الكتب الخاصة بإنجلترا الجديدة.[3]